# قائمة أبراج البحرين

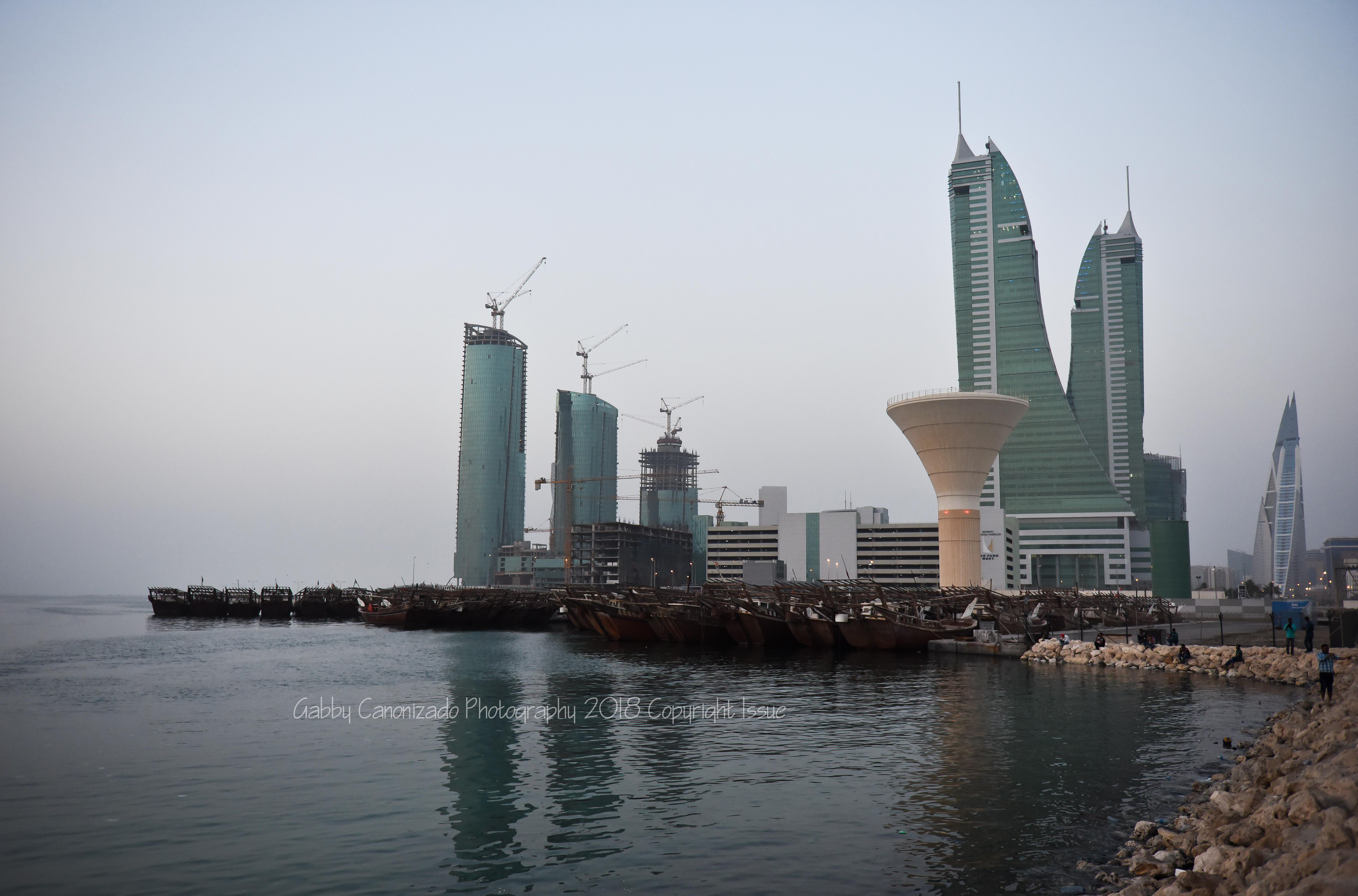
مرفأ البحرين المالي

البرج هو بناء مرتفع عن مستوى المباني السكنية، ينشأ لأهداف جمالية أو دفاعية أو كبرج للاتصالات الهاتفية وغيرها.

## قائمة أبراج البحرين
تحتوي هذه القائمة على أسماء أبراج في البحرين.
- برج المؤيد
- برج المرجان
- مرفأ البحرين المالي
- جامعة العلوم التطبيقية (البحرين)